# 移山倒海樊梨花
《移山倒海樊梨花》，2002年民視八點檔電視劇，2001年11月12日開鏡，是2002年9月10日至10月22日首播的30集的古装电视剧，根据的是《薛丁山征西》的故事。本劇是由明華園與民間全民電視公司聯合製作。

## 演員名單
- 馬景濤飾薛丁山
- 孫翠鳳飾樊梨花
- 李㼈飾楊藩
- 劉沛緹飾竇仙童
- 崔浩然飾薛仁貴
- 張瑠瓊飾柳金花
- 鄭雅升飾薛金蓮
- 孫秋梅飾樊母
- 張復健飾樊洪
- 孫詩佩飾樊喜
- 陳勝在飾程咬金
- 王中皇飾李道成/鐵板道人
- 陳寶國飾唐太宗
- 姬晨牧飾唐高宗
- 陳勝發飾西涼王
- 梁佑南飾寶鏡
- 王晨旭飾文雲龍
- 四方飾程興
- 高玉珊飾梨山老母
- 范鴻軒飾王熬老祖
- 德馨飾玉鳳郡主
- 周月飾李孝安
- 霍正奇飾杜應龍

## 主題曲

### 片頭曲
1. 移山倒海（2002年9月10日-2002年10月22日）
作詞：武雄、陳維祥，作曲：邱芳德，主唱：孫翠鳳、馬景濤、劉夢雲、李㼈

### 片尾曲
1. 月娘啊！聽我講（2002年9月10日-2002年10月22日）
詞曲：熊天益，主唱：江蕙、熊天益

## 外部連結
- YouTube上的移山倒海樊梨花播放列表

## 電視節目的變遷
| 中華民國 民視無線台 八點檔              | 中華民國 民視無線台 八點檔                       | 中華民國 民視無線台 八點檔 |
| --------------------------------------- | ------------------------------------------------ | -------------------------- |
|                                         | 移山倒海樊梨花 （2002年9月10日－2002年10月21日） |                            |
| 世間路 （2002年3月11日－2002年9月10日） | 不了情 （2002年10月22日－2003年3月11日）         |                            |